# برگه سهم
در فرهنگ اقتصاد، برگه سهم (به انگلیسی: Stock certificate) ورقه‌ای از اوراق بهادار قابل نقل و انتقال است، که بر روی آن اطلاعات، میزان مشارکت، تعهدات، و منافع صاحب سهم در یک شرکت سهامی نوشته می‌شود.
طبق ماده ۲۵ لایحه اصلاحی قانون تجارت ایران، اوراق سهام باید متحدالشکل و چاپی و دارای شماره ترتیب بوده و به امضای لااقل دو نفر که به موجب مقررات اساسنامه تعیین می‌شوند برسد. همچنین قانون‌گذار در ماده ۲۶ نکاتی را مقرر داشته که باید در برگه سهام درج گردد:
- نام شركت و شماره ثبت آن در دفتر ثبت شركتها.
- مبلغ سرمايه ثبت شده و مقدار پرداخت شده آن.
- تعيين نوع سهم.
- مبلغ اسمي سهم و مقدار پرداخت شده آن به حروف و به اعداد.
- تعدادسهامي كه هرورقه نماينده آنست.

## نگارخانه

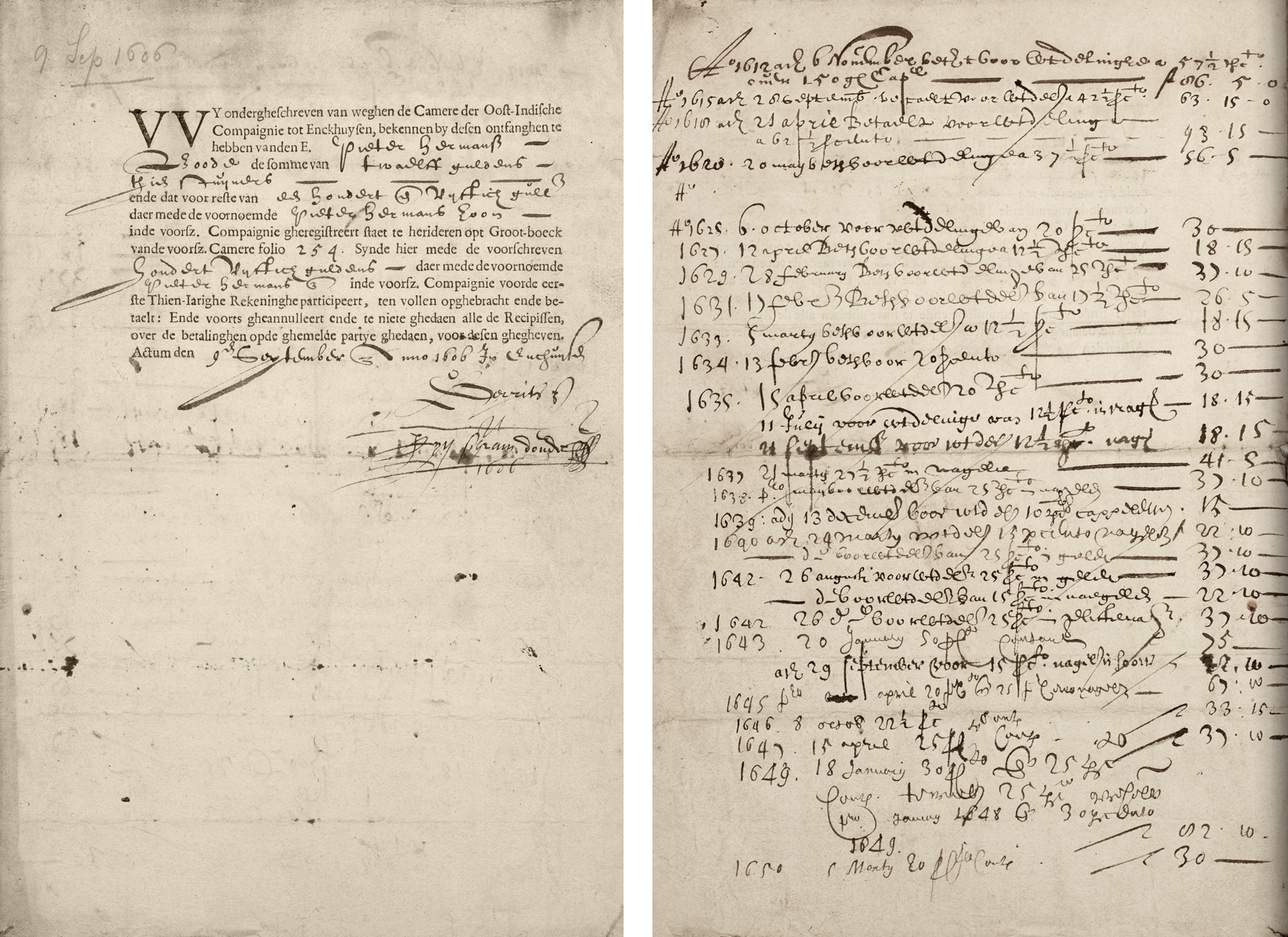
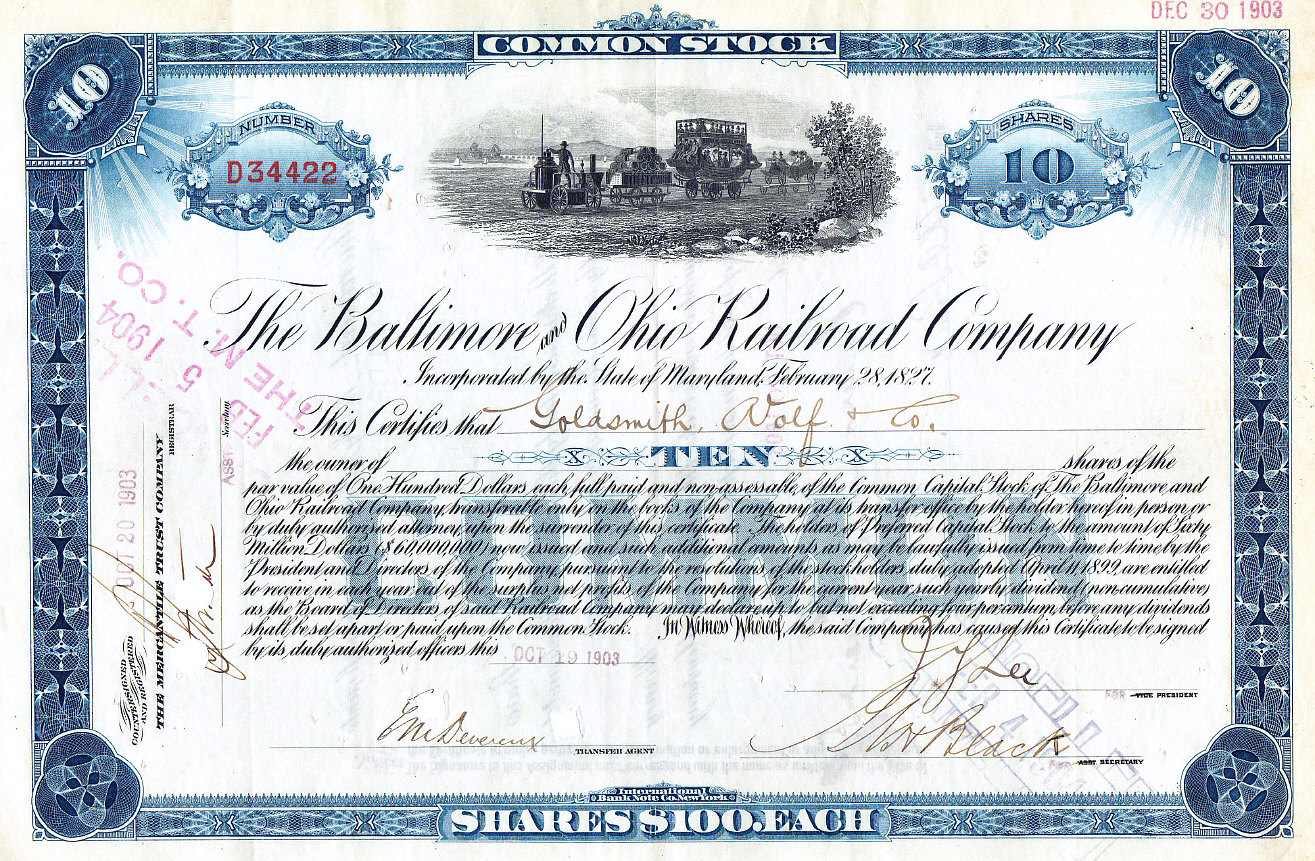
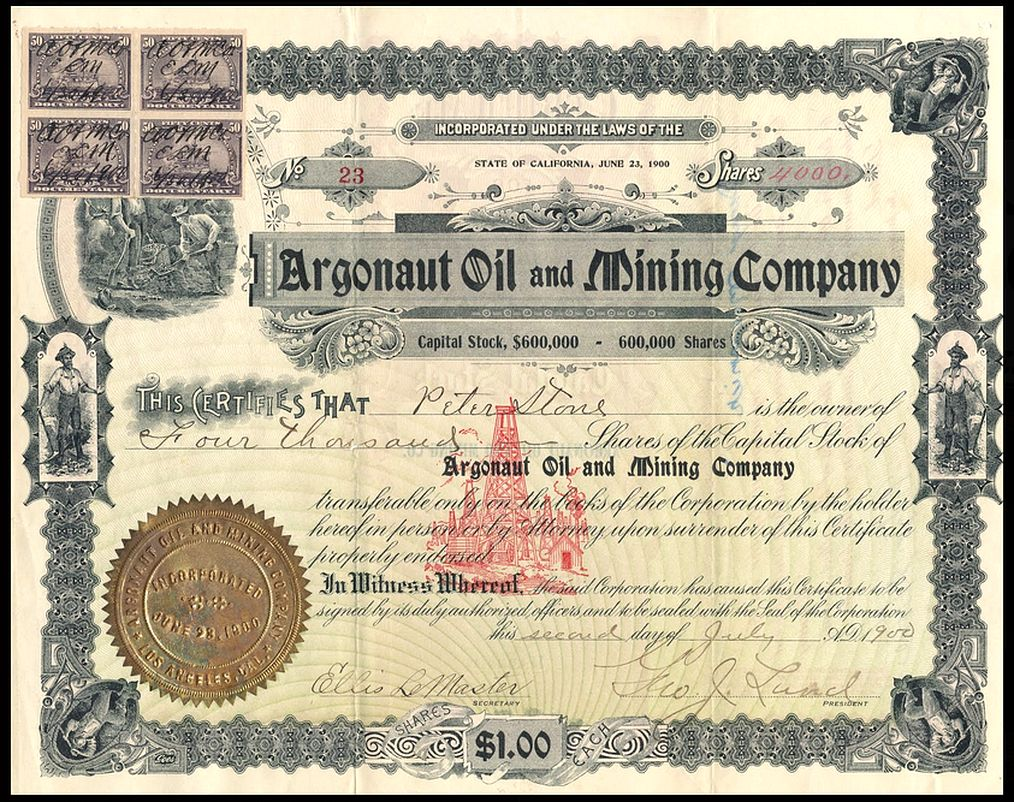
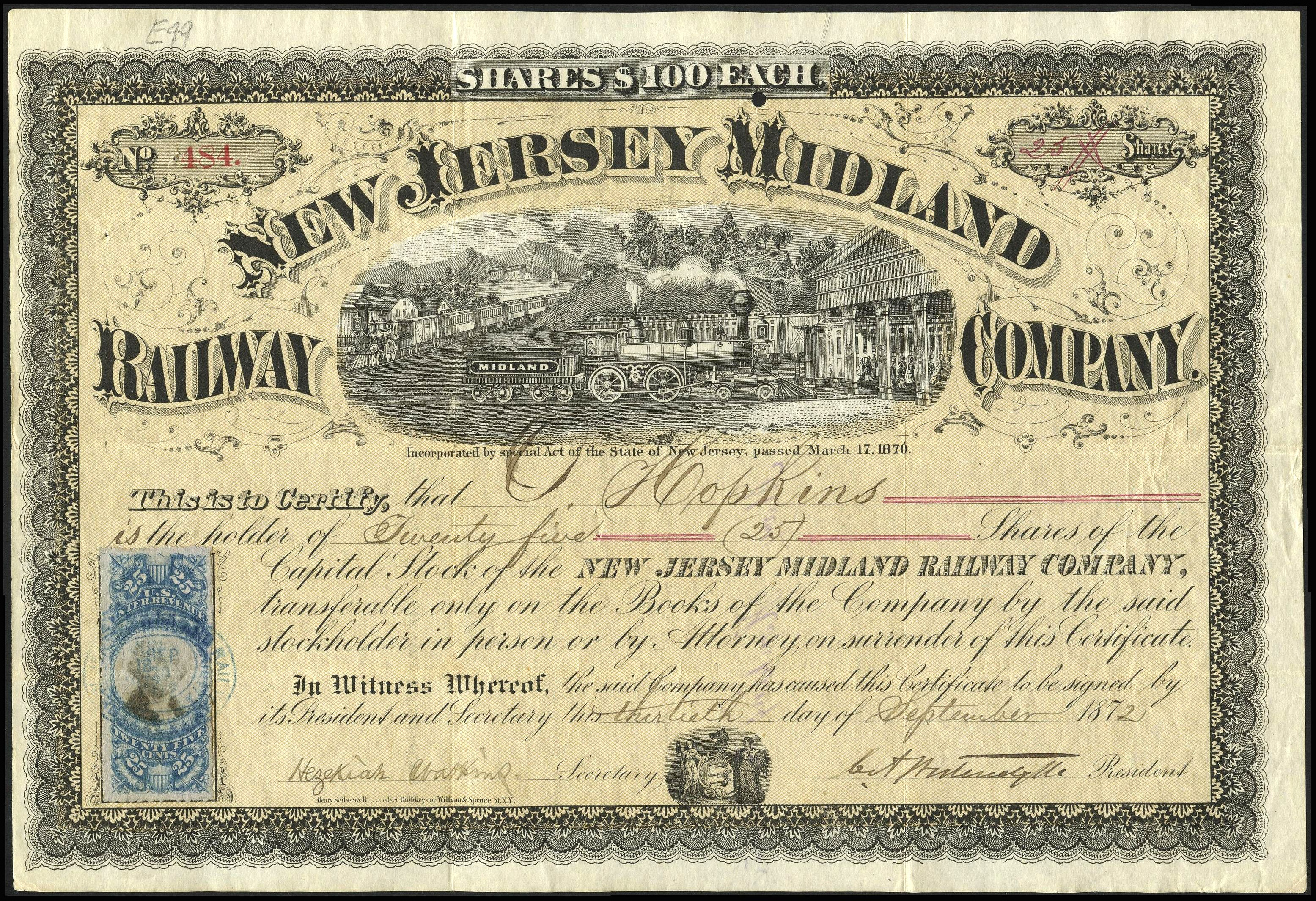